# Lane Davies
Lane Davies (Dalton, 31 luglio 1950) è un attore statunitense.
Ha interpretato il ruolo di Mason Capwell nella soap opera Santa Barbara a partire dal 1984 fino al 1989.
Per un breve periodo, nel 1992, ha interpretato il ruolo di Ridge Forrester nella soap opera Beautiful mentre Ronn Moss era impegnato nelle riprese della fiction italiana Il barone.

## Filmografia parziale
- Santa Barbara - soap opera (1984-1989)
- Beautiful - soap opera (1992)
- Seinfeld - serie TV, episodio 5x15 (1994)
- Lois & Clark - Le nuove avventure di Superman, serie TV (1995-1997)